# Europees kampioenschap schaatsen 1891
Het Europese kampioenschap allround in 1891 werd van 23 tot 24 januari 1891 verreden op de ijsbaan van Hamburg, in toen nog het Duitse Keizerrijk.
De Duitse en Oostenrijkse schaatsbond, verenigd in de "Deutscher und Österreichischer Eislaufverband", organiseerde tegelijkertijd zowel het eerste EK Schaatsen voor mannen als het eerste EK Kunstschaatsen voor mannen, nog voor de ISU werd opgericht. Deze werd in de zomer van 1892 opgericht.
Het kampioenschap eindigde onbeslist omdat geen van de deelnemers alle drie de afstanden won.

## Klassement
| #   | Naam             | Land              | 1/3 mile    | 1mile       | 3 mile       |
| --- | ---------------- | ----------------- | ----------- | ----------- | ------------ |
| (1) | Adolf Norseng    | Noorwegen         | 55,6 (2)    | 2.59,8 (1)  | 12.12,6 (3)  |
| (2) | Oscar Grundén    | Zweden            | 55,2 (1)    | 3.01,4 (2)  | 12.17,4 (4)  |
| (3) | Emil Schou       | Denemarken        | 58,8 (5)    | 3.08,0 (5)  | 12.09,8 (2)  |
| (4) | Paul Hille       | Duitse Keizerrijk | 59,0 (7)    | 3.13,6 (7)  | 12.40,2 (6)  |
| {5) | August Underborg | Duitse Keizerrijk | 1.00,2 (10) | 3.14,2 (8)  | 11.53,8 (1)  |
| (6) | Gustav Landahl   | Duitse Keizerrijk | 58,4 (4)    | 3.16,0 (10) | 12.59,0 (9)  |
| (7) | J. Leonhardt     | Duitse Keizerrijk | 59,8 (8)    | 3.17,4 (11) | 12.55,4 (7)  |
| NF3 | Georg Frieboes   | Duitse Keizerrijk | 1.01,4 (12) | 3.14,6 (9)  | NF           |
| NS3 | Klaas Pander     | Nederland         | 57,2 (3)    | 3.05,4 (3)  | NS           |
| NS3 | Heinrich Ehrhorn | Duitse Keizerrijk | 58,9 (6)    | 3.07,0 (4)  | NS           |
| NS3 | Jaap Eden        | Nederland         | 59,8 (8)    | 3.10,4 (6)  | NS           |
| NS3 | Albert Schade    | Duitse Keizerrijk | 1.00,2 (10) | 3.24,4 (13) | NS           |
| NF2 | Georg Smith      | Duitse Keizerrijk | 1.01,6 (13) | NF          | 13.10,0 (10) |
| NF1 | Hugo Underborg   | Duitse Keizerrijk | NF          |             | 12.19,6 (5)  |
| NF1 | Otto Traun       | Duitse Keizerrijk | NF          |             |              |
| NS1 | Walter Herrmann  | Duitse Keizerrijk | NS          | 3.23,0 (12) | 12.58,0 (8)  |

* = met val
NC = niet gekwalificeerd
NF = niet gefinisht
NS = niet gestart
DQ = gediskwalificeerd